# Ліга націй УЄФА 2024—2025
Ліга націй УЄФА 2024—2025 — четвертий сезон Ліги націй УЄФА — міжнародного футбольного змагання, в якому беруть участь чоловічі збірні 54-ох членів асоціацій УЄФА. 28 лютого 2022 року Росія була відсторонена від участі в змаганнях УЄФА та ФІФА на невизначений термін через вторгнення російських військ в Україну.

## Формат
54 національні збірні УЄФА розділені на чотири ліги: 16 команд у Лізі A, 16 команд у Лізі B, 16 команд у Лізі C і 6 команд у Лізі D. Ліги А, В, С діляться на чотири групи по чотири команди, Ліга D — на дві групи по три команди в кожній. Команди розподіляються між лігами на основі загального рейтингу Ліги націй 2022—23. Кожна команда грає матчі з кожною командою у своїй групі (один матч вдома та один на виїзді) у  вересні, жовтні та листопаді 2024 року.
У найпрестижнішому дивізіоні — Ліга A — команди змагаються за звання чемпіону Ліги націй УЄФА 2024—2025. Переможці та команди, що посіли другі місця у групах Ліги A, проходять до чвертьфіналу. Переможці чвертьфіналу потрапляють до Фіналу чотирьох Ліги націй, який відбудеться у червні 2025 року. Фінал проходитиме у форматі плей-оф та складатиметься з півфіналів, матчу за третє місце та фіналу. Суперники у півфіналі та номінальні господарі матчу за третє місце та фіналі визначаються жеребкуванням. Виконавчий комітет УЄФА визначить країну-господаря серед чотирьох учасників. Переможець Фіналу чотирьох стане чемпіоном Ліги націй.
Окрім того, команди змагаються за підвищення та вибування до вищої чи нижчої ліги. У Лігах B, C і D, переможці груп отримують підвищення, другі місця змагаються в стикових матчах з 3 місцями груп вищої ліги за місце в вищій лізі наступного сезону, а останні місця з кожної групи Ліг A та B вибувають до нижчої ліги. Оскільки у Лізі C чотири групи, в той час, як у Лізі D лише дві, гірші дві команди з Ліги С вибувають до Ліги D. Стикові матчі проходитимуть у двоматчевому форматі, де кожна команда зіграє один матч вдома та один на виїзді (команди з вищої ліги грають другий матч вдома). Команда, яка забиває більше голів за загальним рахунком двох матчів, підвищується у вищу лігу, а їх суперник вибуває до нижчої ліги. Якщо загальний рахунок є нічийним, то команди грають додатковий час, оскільки правило виїзного гола не застосовується. Якщо після додаткового часу переможця не виявлено, доля команд визначається серією післяматчевих пенальті.

## Розклад
Нижче наведено розклад Ліги націй УЄФА 2024—2025.
| Етап                                      | Раунд              | Дата                 |
| ----------------------------------------- | ------------------ | -------------------- |
| Груповий етап                             | 1 тур              | 5–7 вересня 2024     |
| Груповий етап                             | 2 тур              | 8–10 вересня 2024    |
| Груповий етап                             | 3 тур              | 10–12 жовтня 2024    |
| Груповий етап                             | 4 тур              | 13–15 жовтня 2024    |
| Груповий етап                             | 5 тур              | 14–16 листопада 2024 |
| Груповий етап                             | 6 тур              | 17–19 листопада 2024 |
| Чвертьфінали Ліги А, плей-оф Ліг A/B, B/C | Перший матч        | 20 березня 2025      |
| Чвертьфінали Ліги А, плей-оф Ліг A/B, B/C | Другий матч        | 23 березня 2025      |
| Фінал чотирьох                            | Півфінали          | 4–5 червня 2025      |
| Фінал чотирьох                            | Матч за 3-тє місце | 8 червня 2025        |
| Фінал чотирьох                            | Фінал              | 8 червня 2025        |
| Плей-оф Ліг С/D                           | Перший матч        | 26 березня 2026      |
| Плей-оф Ліг С/D                           | Другий матч        | 31 березня 2026      |

## Учасники

Карта ліг, у яких бере участь кожна національна команда.
Ліга A
Ліга B
Ліга C
Ліга D
Команда відсторонена від змагань

| Rise | Команди, що підвищилися з їхніх ліг у попередньому сезоні |
| Fall | Команди, що вилетіли з їхніх ліг у попередньому сезоні    |

| К | Збірна                    | П    | Місце |
| - | ------------------------- | ---- | ----- |
| 1 | Іспанія (Минулий чемпіон) |      | 1     |
| 1 | Хорватія                  |      | 2     |
| 1 | Італія                    |      | 3     |
| 1 | Нідерланди                |      | 4     |
| 2 | Данія                     |      | 5     |
| 2 | Португалія                |      | 6     |
| 2 | Бельгія                   |      | 7     |
| 2 | Угорщина                  |      | 8     |
| 3 | Швейцарія                 |      | 9     |
| 3 | Німеччина                 |      | 10    |
| 3 | Польща                    |      | 11    |
| 3 | Франція                   |      | 12    |
| 4 | Ізраїль                   | Rise | 13    |
| 4 | Боснія і Герцеговина      | Rise | 14    |
| 4 | Сербія                    | Rise | 15    |
| 4 | Шотландія                 | Rise | 16    |

| К | Збірна     | П    | Місце |
| - | ---------- | ---- | ----- |
| 1 | Австрія    | Fall | 17    |
| 1 | Чехія      | Fall | 18    |
| 1 | Англія     | Fall | 19    |
| 1 | Уельс      | Fall | 20    |
| 2 | Фінляндія  |      | 21    |
| 2 | Україна    |      | 22    |
| 2 | Ісландія   |      | 23    |
| 2 | Норвегія   |      | 24    |
| 3 | Словенія   |      | 25    |
| 3 | Ірландія   |      | 26    |
| 3 | Албанія    |      | 27    |
| 3 | Чорногорія |      | 28    |
| 4 | Грузія     | Rise | 29    |
| 4 | Греція     | Rise | 30    |
| 4 | Туреччина  | Rise | 31    |
| 4 | Казахстан  | Rise | 32    |

| К | Збірна             | П    | Місце |
| - | ------------------ | ---- | ----- |
| 1 | Румунія            | Fall | 33    |
| 1 | Швеція             | Fall | 34    |
| 1 | Вірменія           | Fall | 35    |
| 1 | Люксембург         |      | 36    |
| 2 | Азербайджан        |      | 37    |
| 2 | Косово             |      | 38    |
| 2 | Болгарія           |      | 39    |
| 2 | Фарерські острови  |      | 40    |
| 3 | Північна Македонія |      | 41    |
| 3 | Словаччина         |      | 42    |
| 3 | Північна Ірландія  |      | 43    |
| 3 | Кіпр               |      | 44    |
| 4 | Білорусь           |      | 45    |
| 4 | Литва              |      | 46    |
| 4 | Естонія            | Rise | 47    |
| 4 | Латвія             | Rise | 48    |

| К | Збірна      | П    | Місце |
| - | ----------- | ---- | ----- |
| 1 | Гібралтар   | Fall | 49    |
| 1 | Молдова     |      | 50    |
| 2 | Мальта      |      | 51    |
| 2 | Андорра     |      | 52    |
| 2 | Сан-Марино  |      | 53    |
| 2 | Ліхтенштейн |      | 54    |

| Збірна |
| ------ |
| Росія  |

## Ліга A

### Група A1
| Поз | Команда    | І | В | Н | П | ГЗ | ГП | РГ | О  | Кваліфікація або пониження |  | Португалія | Хорватія | Шотландія | Польща |
| --- | ---------- | - | - | - | - | -- | -- | -- | -- | -------------------------- |  | ---------- | -------- | --------- | ------ |
| 1   | Португалія | 6 | 4 | 2 | 0 | 12 | 4  | +8 | 14 | Вихід у чвертьфінал        |  | —          | 2–1      | 2–1       | 5–1    |
| 2   | Хорватія   | 6 | 2 | 2 | 2 | 8  | 8  | 0  | 8  | Вихід у чвертьфінал        |  | 1–1        | —        | 2–1       | 1–0    |
| 3   | Шотландія  | 6 | 2 | 1 | 3 | 7  | 8  | −1 | 7  | Плей-оф пониження          |  | 0–0        | 1–0      | —         | 2–3    |
| 4   | Польща     | 6 | 1 | 1 | 4 | 9  | 16 | −7 | 4  | Виліт в Лігу B             |  | 1–3        | 3–3      | 1–2       | —      |

### Група A2
| Поз | Команда | І | В | Н | П | ГЗ | ГП | РГ | О  | Кваліфікація або пониження |  | Франція | Італія | Бельгія | Ізраїль |
| --- | ------- | - | - | - | - | -- | -- | -- | -- | -------------------------- |  | ------- | ------ | ------- | ------- |
| 1   | Франція | 6 | 4 | 1 | 1 | 12 | 6  | +6 | 13 | Вихід у чвертьфінал        |  | —       | 1–3    | 2–0     | 0–0     |
| 2   | Італія  | 6 | 4 | 1 | 1 | 13 | 8  | +5 | 13 | Вихід у чвертьфінал        |  | 1–3     | —      | 2–2     | 4–1     |
| 3   | Бельгія | 6 | 1 | 1 | 4 | 6  | 9  | −3 | 4  | Плей-оф пониження          |  | 1–2     | 0–1    | —       | 3–1     |
| 4   | Ізраїль | 6 | 1 | 1 | 4 | 5  | 13 | −8 | 4  | Виліт в Лігу B             |  | 1–4     | 1–2    | 1–0     | —       |

1. 1 2  Загальна різниця голів: Франція +6, Італія +5.
2. 1 2  Різниця голів в очних матчах: Бельгія +1, Ізраїль –1.

### Група A3
| Поз | Команда              | І | В | Н | П | ГЗ | ГП | РГ  | О  | Кваліфікація або пониження |  | Німеччина | Нідерланди | Угорщина | Боснія і Герцеговина |
| --- | -------------------- | - | - | - | - | -- | -- | --- | -- | -------------------------- |  | --------- | ---------- | -------- | -------------------- |
| 1   | Німеччина            | 6 | 4 | 2 | 0 | 18 | 4  | +14 | 14 | Вихід у чвертьфінал        |  | —         | 1–0        | 5–0      | 7–0                  |
| 2   | Нідерланди           | 6 | 2 | 3 | 1 | 13 | 7  | +6  | 9  | Вихід у чвертьфінал        |  | 2–2       | —          | 4–0      | 5–2                  |
| 3   | Угорщина             | 6 | 1 | 3 | 2 | 4  | 11 | −7  | 6  | Плей-оф пониження          |  | 1–1       | 1–1        | —        | 0–0                  |
| 4   | Боснія і Герцеговина | 6 | 0 | 2 | 4 | 4  | 17 | −13 | 2  | Виліт в Лігу B             |  | 1–2       | 1–1        | 0–2      | —                    |

### Група A4
| Поз | Команда   | І | В | Н | П | ГЗ | ГП | РГ | О  | Кваліфікація або пониження |  | Іспанія | Данія | Сербія | Швейцарія |
| --- | --------- | - | - | - | - | -- | -- | -- | -- | -------------------------- |  | ------- | ----- | ------ | --------- |
| 1   | Іспанія   | 6 | 5 | 1 | 0 | 13 | 4  | +9 | 16 | Вихід у чвертьфінал        |  | —       | 1–0   | 3–0    | 3–2       |
| 2   | Данія     | 6 | 2 | 2 | 2 | 7  | 5  | +2 | 8  | Вихід у чвертьфінал        |  | 1–2     | —     | 2–0    | 2–0       |
| 3   | Сербія    | 6 | 1 | 3 | 2 | 3  | 6  | −3 | 6  | Плей-оф пониження          |  | 0–0     | 0–0   | —      | 2–0       |
| 4   | Швейцарія | 6 | 0 | 2 | 4 | 6  | 14 | −8 | 2  | Виліт в Лігу B             |  | 1–4     | 2–2   | 1–1    | —         |

### Чвертьфінали
| Команда 1  | Заг. Tooltip Aggregate score | Команда 2  | 1-й матч | 2-й матч |
| ---------- | ---------------------------- | ---------- | -------- | -------- |
| Нідерланди | 5–5 (пен. 4–5)               | Іспанія    | 2–2      | 3–3      |
| Хорватія   | 2–2 (пен. 4–5)               | Франція    | 2–0      | 0–2      |
| Данія      | 3–5                          | Португалія | 1–0      | 2–5 (дч) |
| Італія     | 4–5                          | Німеччина  | 1–2      | 3–3      |

### Фінал чотирьох
Переможець першого чвертьфіналу був обраний господарем фінального турніру. Суперників у півфіналі визначено відкритим жеребкуванням.  Незалежно від жеребкування, господарі (разом із обраним жеребкуванням суперником) потрапляють до півфіналу 1 як номінальний (і фактичний) господар.

#### Сітка
|  | Півфінали           | Півфінали |                    |  | Фінал | Фінал |
|  |                     |           |                    |  |       |       |
|  | 4 червня – Мюнхен   |           |                    |  |       |       |
|  |                     |           |                    |  |       |       |
|  | Німеччина           | 1         |                    |  |       |       |
|  | Німеччина           | 1         | 8 червня – Мюнхен  |  |       |       |
|  | Португалія          | 2         |                    |  |       |       |
|  | Португалія          | 2         | Португалія         |  |       |       |
|  | 5 червня – Штутгарт |           |                    |  |       |       |
|  |                     | Іспанія   |                    |  |       |       |
|  | Іспанія             | 5         |                    |  |       |       |
|  | Іспанія             | 5         |                    |  |       |       |
|  | Франція             | 4         |                    |  |       |       |
|  | Франція             | 4         | Матч за 3-тє місце |  |       |       |
|  |                     |           |                    |  |       |       |
|  | 8 червня – Штутгарт |           |                    |  |       |       |
|  |                     |           |                    |  |       |       |
|  | Німеччина           | 0         |                    |  |       |       |
|  | Німеччина           | 0         |                    |  |       |       |
|  | Франція             | 2         |                    |  |       |       |

#### Півфінали
| 4 червня 2025 21:10 |

| Німеччина | 1–2      | Португалія                |
| --------- | -------- | ------------------------- |
| Вірц 48'  | Протокол | Консейсан 63' Роналду 68' |

| Альянц-Арена, Мюнхен Глядачів: 65 823 Арбітр: Славко Винчич (Словенія) |

| 5 червня 2025 21:00 |

| Іспанія                                                | 5–4      | Франція                                                      |
| ------------------------------------------------------ | -------- | ------------------------------------------------------------ |
| Вільямс 22' Меріно 25' Ямаль 54' (пен.), 67' Педрі 55' | Протокол | Мбаппе 59' (пен.) Шеркі 79' Вівіан 84' (аг) Коло Муані 90+3' |

| МХП-Арена, Штутгарт Глядачів: 51 724 Арбітр: Майкл Олівер (Англія) |

#### Матч за третє місце
| 8 червня 2025 15:00 |

| Німеччина | 0–2      | Франція              |
| --------- | -------- | -------------------- |
|           | Протокол | Мбаппе 45' Олізе 84' |

| МХП-Арена, Штутгарт Глядачів: 51 313 Арбітр: Іван Кружляк (Словаччина) |

#### Фінал
| 8 червня 2025 21:00 |

| Португалія                                        | 2–2      | Іспанія                          |
| ------------------------------------------------- | -------- | -------------------------------- |
| - Мендіш 26' - Роналду 61'                        | Протокол | - Субіменді 21' - Оярсабаль 45'  |
|                                                   | Пенальті |                                  |
| - Рамуш - Вітінья - Фернандіш - Мендіш - Р. Невіш | 5–3      | - Меріно - Баена - Іско - Мората |

| Альянц-Арена, Мюнхен Глядачів: 65 852 Арбітр: Сандро Шерер (Швейцарія) |

## Ліга B

### Група B1
| Поз | Команда | І | В | Н | П | ГЗ | ГП | РГ | О  | Підвищення, кваліфікація або пониження |  | Чехія | Україна | Грузія | Албанія |
| --- | ------- | - | - | - | - | -- | -- | -- | -- | -------------------------------------- |  | ----- | ------- | ------ | ------- |
| 1   | Чехія   | 6 | 3 | 2 | 1 | 9  | 8  | +1 | 11 | Вихід у Лігу A                         |  | —     | 3–2     | 2–1    | 2–0     |
| 2   | Україна | 6 | 2 | 2 | 2 | 8  | 8  | 0  | 8  | Плей-оф підвищення                     |  | 1–1   | —       | 1–0    | 1–2     |
| 3   | Грузія  | 6 | 2 | 1 | 3 | 7  | 6  | +1 | 7  | Плей-оф пониження                      |  | 4–1   | 1–1     | —      | 0–1     |
| 4   | Албанія | 6 | 2 | 1 | 3 | 4  | 6  | −2 | 7  | Виліт в Лігу C                         |  | 0–0   | 1–2     | 0–1    | —       |

1. 1 2  Загальна різниця голів: Грузія +1, Албанія –2.

### Група B2
| Поз | Команда   | І | В | Н | П | ГЗ | ГП | РГ  | О  | Підвищення, кваліфікація або пониження |  | Англія | Греція | Республіка Ірландія | Фінляндія |
| --- | --------- | - | - | - | - | -- | -- | --- | -- | -------------------------------------- |  | ------ | ------ | ------------------- | --------- |
| 1   | Англія    | 6 | 5 | 0 | 1 | 16 | 3  | +13 | 15 | Вихід у Лігу A                         |  | —      | 1–2    | 5–0                 | 2–0       |
| 2   | Греція    | 6 | 5 | 0 | 1 | 11 | 4  | +7  | 15 | Плей-оф підвищення                     |  | 0–3    | —      | 2–0                 | 3–0       |
| 3   | Ірландія  | 6 | 2 | 0 | 4 | 3  | 12 | −9  | 6  | Плей-оф пониження                      |  | 0–2    | 0–2    | —                   | 1–0       |
| 4   | Фінляндія | 6 | 0 | 0 | 6 | 2  | 13 | −11 | 0  | Виліт в Лігу C                         |  | 1–3    | 0–2    | 1–2                 | —         |

1. 1 2  Різниця голів в очних зустрічах: Англія +2, Греція −2.

### Група B3
| Поз | Команда   | І | В | Н | П | ГЗ | ГП | РГ  | О  | Підвищення, кваліфікація або пониження |  | Норвегія | Австрія | Словенія | Казахстан |
| --- | --------- | - | - | - | - | -- | -- | --- | -- | -------------------------------------- |  | -------- | ------- | -------- | --------- |
| 1   | Норвегія  | 6 | 4 | 1 | 1 | 15 | 7  | +8  | 13 | Вихід у Лігу A                         |  | —        | 2–1     | 3–0      | 5–0       |
| 2   | Австрія   | 6 | 3 | 2 | 1 | 14 | 5  | +9  | 11 | Плей-оф підвищення                     |  | 5–1      | —       | 1–1      | 4–0       |
| 3   | Словенія  | 6 | 2 | 2 | 2 | 7  | 9  | −2  | 8  | Плей-оф пониження                      |  | 1–4      | 1–1     | —        | 3–0       |
| 4   | Казахстан | 6 | 0 | 1 | 5 | 0  | 15 | −15 | 1  | Виліт в Лігу C                         |  | 0–0      | 0–2     | 0–1      | —         |

### Група B4
| Поз | Команда    | І | В | Н | П | ГЗ | ГП | РГ | О  | Підвищення, кваліфікація або пониження |  | Уельс | Туреччина | Ісландія | Чорногорія |
| --- | ---------- | - | - | - | - | -- | -- | -- | -- | -------------------------------------- |  | ----- | --------- | -------- | ---------- |
| 1   | Уельс      | 6 | 3 | 3 | 0 | 9  | 4  | +5 | 12 | Вихід у Лігу A                         |  | —     | 0–0       | 4–1      | 1–0        |
| 2   | Туреччина  | 6 | 3 | 2 | 1 | 9  | 6  | +3 | 11 | Плей-оф підвищення                     |  | 0–0   | —         | 3–1      | 1–0        |
| 3   | Ісландія   | 6 | 2 | 1 | 3 | 10 | 13 | −3 | 7  | Плей-оф пониження                      |  | 2–2   | 2–4       | —        | 2–0        |
| 4   | Чорногорія | 6 | 1 | 0 | 5 | 4  | 9  | −5 | 3  | Виліт в Лігу C                         |  | 1–2   | 3–1       | 0–2      | —          |

## Ліга С

### Група С1
| Поз | Команда     | І | В | Н | П | ГЗ | ГП | РГ  | О  | Підвищення, кваліфікація або пониження |  | Швеція | Словаччина | Естонія | Азербайджан |
| --- | ----------- | - | - | - | - | -- | -- | --- | -- | -------------------------------------- |  | ------ | ---------- | ------- | ----------- |
| 1   | Швеція      | 6 | 5 | 1 | 0 | 19 | 4  | +15 | 16 | Вихід у Лігу B                         |  | —      | 2–1        | 3–0     | 6–0         |
| 2   | Словаччина  | 6 | 4 | 1 | 1 | 10 | 5  | +5  | 13 | Плей-оф підвищення                     |  | 2–2    | —          | 1–0     | 2–0         |
| 3   | Естонія     | 6 | 1 | 1 | 4 | 3  | 9  | −6  | 4  |                                        |  | 0–3    | 0–1        | —       | 3–1         |
| 4   | Азербайджан | 6 | 0 | 1 | 5 | 3  | 17 | −14 | 1  | Виліт в Лігу D                         |  | 1–3    | 1–3        | 0–0     | —           |

### Група С2
| Поз | Команда | І | В | Н | П | ГЗ | ГП | РГ  | О  | Підвищення, кваліфікація або пониження |  | Румунія | Республіка Косово | Кіпр | Литва |
| --- | ------- | - | - | - | - | -- | -- | --- | -- | -------------------------------------- |  | ------- | ----------------- | ---- | ----- |
| 1   | Румунія | 6 | 6 | 0 | 0 | 18 | 3  | +15 | 18 | Вихід у Лігу B                         |  | —       | 3–0               | 4–1  | 3–1   |
| 2   | Косово  | 6 | 4 | 0 | 2 | 10 | 7  | +3  | 12 | Плей-оф підвищення                     |  | 0–3     | —                 | 3–0  | 1–0   |
| 3   | Кіпр    | 6 | 2 | 0 | 4 | 4  | 15 | −11 | 6  |                                        |  | 0–3     | 0–4               | —    | 2–1   |
| 4   | Литва   | 6 | 0 | 0 | 6 | 4  | 11 | −7  | 0  | Виліт в Лігу D                         |  | 1–2     | 1–2               | 0–1  | —     |

### Група С3
| Поз | Команда           | І | В | Н | П | ГЗ | ГП | РГ | О  | Підвищення, кваліфікація або пониження |  | Північна Ірландія | Болгарія | Білорусь | Люксембург |
| --- | ----------------- | - | - | - | - | -- | -- | -- | -- | -------------------------------------- |  | ----------------- | -------- | -------- | ---------- |
| 1   | Північна Ірландія | 6 | 3 | 2 | 1 | 11 | 3  | +8 | 11 | Вихід у Лігу B                         |  | —                 | 5–0      | 2–0      | 2–0        |
| 2   | Болгарія          | 6 | 2 | 3 | 1 | 3  | 6  | −3 | 9  | Плей-оф підвищення                     |  | 1–0               | —        | 1–1      | 0–0        |
| 3   | Білорусь          | 6 | 1 | 4 | 1 | 3  | 4  | −1 | 7  |                                        |  | 0–0               | 0–0      | —        | 1–1        |
| 4   | Люксембург        | 6 | 0 | 3 | 3 | 3  | 7  | −4 | 3  | Плей-оф пониження                      |  | 2–2               | 0–1      | 0–1      | —          |

### Група С4
| Поз | Команда            | І | В | Н | П | ГЗ | ГП | РГ | О  | Підвищення, кваліфікація або пониження |  | Північна Македонія | Вірменія | Фарерські острови | Латвія |
| --- | ------------------ | - | - | - | - | -- | -- | -- | -- | -------------------------------------- |  | ------------------ | -------- | ----------------- | ------ |
| 1   | Північна Македонія | 6 | 5 | 1 | 0 | 10 | 1  | +9 | 16 | Вихід у Лігу B                         |  | —                  | 2–0      | 1–0               | 1–0    |
| 2   | Вірменія           | 6 | 2 | 1 | 3 | 8  | 9  | −1 | 7  | Плей-оф підвищення                     |  | 0–2                | —        | 0–1               | 4–1    |
| 3   | Фарерські острови  | 6 | 1 | 3 | 2 | 5  | 6  | −1 | 6  |                                        |  | 1–1                | 2–2      | —                 | 1–1    |
| 4   | Латвія             | 6 | 1 | 1 | 4 | 4  | 11 | −7 | 4  | Плей-оф пониження                      |  | 0–3                | 1–2      | 1–0               | —      |

### Рейтинг 4-х місць
| Поз | Груп | Команда         | І | В | Н | П | ГЗ | ГП | РГ  | О | Кваліфікація або пониження |
| --- | ---- | --------------- | - | - | - | - | -- | -- | --- | - | -------------------------- |
| 1   | C4   | Латвія          | 6 | 1 | 1 | 4 | 4  | 11 | −7  | 4 | Плей-оф пониження          |
| 2   | C3   | Люксембург      | 6 | 0 | 3 | 3 | 3  | 7  | −4  | 3 | Плей-оф пониження          |
| 3   | C1   | Азербайджан (R) | 6 | 0 | 1 | 5 | 3  | 17 | −14 | 1 | Виліт в Лігу D             |
| 4   | C2   | Литва (R)       | 6 | 0 | 0 | 6 | 4  | 11 | −7  | 0 | Виліт в Лігу D             |

## Ліга D

### Група D1
| Поз | Команда     | І | В | Н | П | ГЗ | ГП | РГ | О | Підвищення або кваліфікація |  | Сан-Марино | Гібралтар | Ліхтенштейн |
| --- | ----------- | - | - | - | - | -- | -- | -- | - | --------------------------- |  | ---------- | --------- | ----------- |
| 1   | Сан-Марино  | 4 | 2 | 1 | 1 | 5  | 3  | +2 | 7 | Вихід у Лігу C              |  | —          | 1–1       | 1–0         |
| 2   | Гібралтар   | 4 | 1 | 3 | 0 | 4  | 3  | +1 | 6 | Плей-оф підвищення          |  | 1–0        | —         | 2–2         |
| 3   | Ліхтенштейн | 4 | 0 | 2 | 2 | 3  | 6  | −3 | 2 |                             |  | 1–3        | 0–0       | —           |

### Група D2
| Поз | Команда | І | В | Н | П | ГЗ | ГП | РГ | О | Підвищення або кваліфікація |  | Молдова | Мальта | Андорра |
| --- | ------- | - | - | - | - | -- | -- | -- | - | --------------------------- |  | ------- | ------ | ------- |
| 1   | Молдова | 4 | 3 | 0 | 1 | 5  | 1  | +4 | 9 | Вихід у Лігу C              |  | —       | 2–0    | 2–0     |
| 2   | Мальта  | 4 | 2 | 1 | 1 | 2  | 2  | 0  | 7 | Плей-оф підвищення          |  | 1–0     | —      | 0–0     |
| 3   | Андорра | 4 | 0 | 1 | 3 | 0  | 4  | −4 | 1 |                             |  | 0–1     | 0–1    | —       |

## Плей-оф пониження/підвищення

### Ліга A проти Ліги B
| Команда 1 | Заг. Tooltip Aggregate score | Команда 2 | 1-й матч | 2-й матч |
| --------- | ---------------------------- | --------- | -------- | -------- |
| Туреччина | 6–1                          | Угорщина  | 3–1      | 3–0      |
| Україна   | 3–4                          | Бельгія   | 3–1      | 0–3      |
| Австрія   | 1–3                          | Сербія    | 1–1      | 0–2      |
| Греція    | 3–1                          | Шотландія | 0–1      | 3–0      |

### Ліга B проти Ліги C
| Команда 1  | Заг. Tooltip Aggregate score | Команда 2 | 1-й матч | 2-й матч |
| ---------- | ---------------------------- | --------- | -------- | -------- |
| Косово     | 5–2                          | Ісландія  | 2–1      | 3–1      |
| Болгарія   | 2–4                          | Ірландія  | 1–2      | 1–2      |
| Вірменія   | 1–9                          | Грузія    | 0–3      | 1–6      |
| Словаччина | 0–1                          | Словенія  | 0–0      | 0–1 (дч) |

### Ліга С проти Ліги D
| Команда 1 | Заг. Tooltip Aggregate score | Команда 2  | 1-й матч    | 2-й матч    |
| --------- | ---------------------------- | ---------- | ----------- | ----------- |
| Гібралтар |                              | Латвія     | 26 бер 2026 | 31 бер 2026 |
| Мальта    |                              | Люксембург | 26 бер 2026 | 31 бер 2026 |

## Загальний рейтинг
Починаючи з сезону 2024–2025, загальний рейтинг розділено на проміжну та фінальну версії. У той час як проміжний загальний рейтинг базується на рейтингах ліг, чітко впорядковуючи команди з вищих ліг над нижчими, фінальний загальний рейтинг враховуватиме результати плей-оф Ліги А та плей-оф підвищення/пониження, оновлюючи проміжний загальний рейтинг.

### Проміжний загальний рейтинг
Після завершення етапу ліги в листопаді 2024 року встановлюється проміжний загальний рейтинг на основі результатів кожної ліги.
| Рей | Команда              | І | О  |
| --- | -------------------- | - | -- |
| 1   | Іспанія              | 6 | 16 |
| 2   | Німеччина            | 6 | 14 |
| 3   | Португалія           | 6 | 14 |
| 4   | Франція              | 6 | 13 |
|     |                      |   |    |
| 5   | Італія               | 6 | 13 |
| 6   | Нідерланди           | 6 | 9  |
| 7   | Данія                | 6 | 8  |
| 8   | Хорватія             | 6 | 8  |
|     |                      |   |    |
| 9   | Шотландія            | 6 | 7  |
| 10  | Сербія               | 6 | 6  |
| 11  | Угорщина             | 6 | 6  |
| 12  | Бельгія              | 6 | 4  |
|     |                      |   |    |
| 13  | Польща               | 6 | 4  |
| 14  | Ізраїль              | 6 | 4  |
| 15  | Швейцарія            | 6 | 2  |
| 16  | Боснія і Герцеговина | 6 | 2  |

| Рей | Команда    | І | О  |
| --- | ---------- | - | -- |
| 17  | Англія     | 6 | 15 |
| 18  | Норвегія   | 6 | 13 |
| 19  | Уельс      | 6 | 12 |
| 20  | Чехія      | 6 | 11 |
|     |            |   |    |
| 21  | Греція     | 6 | 15 |
| 22  | Австрія    | 6 | 11 |
| 23  | Туреччина  | 6 | 11 |
| 24  | Україна    | 6 | 8  |
|     |            |   |    |
| 25  | Словенія   | 6 | 8  |
| 26  | Грузія     | 6 | 7  |
| 27  | Ісландія   | 6 | 7  |
| 28  | Ірландія   | 6 | 6  |
|     |            |   |    |
| 29  | Албанія    | 6 | 7  |
| 30  | Чорногорія | 6 | 3  |
| 31  | Казахстан  | 6 | 1  |
| 32  | Фінляндія  | 6 | 0  |

| Рей | Команда            | І | О  |
| --- | ------------------ | - | -- |
| 33  | Румунія            | 6 | 18 |
| 34  | Швеція             | 6 | 16 |
| 35  | Північна Македонія | 6 | 16 |
| 36  | Північна Ірландія  | 6 | 11 |
|     |                    |   |    |
| 37  | Словаччина         | 6 | 13 |
| 38  | Косово             | 6 | 12 |
| 39  | Болгарія           | 6 | 9  |
| 40  | Вірменія           | 6 | 7  |
|     |                    |   |    |
| 41  | Білорусь           | 6 | 7  |
| 42  | Фарерські острови  | 6 | 6  |
| 43  | Кіпр               | 6 | 6  |
| 44  | Естонія            | 6 | 4  |
|     |                    |   |    |
| 45  | Латвія             | 6 | 4  |
| 46  | Люксембург         | 6 | 3  |
| 47  | Азербайджан        | 6 | 1  |
| 48  | Литва              | 6 | 0  |

| Рей | Команда     | І | О |
| --- | ----------- | - | - |
| 49  | Молдова     | 4 | 9 |
| 50  | Сан-Марино  | 4 | 7 |
|     |             |   |   |
| 51  | Мальта      | 4 | 7 |
| 52  | Гібралтар   | 4 | 6 |
|     |             |   |   |
| 53  | Ліхтенштейн | 4 | 2 |
| 54  | Андорра     | 4 | 1 |

### Фінальний загальний рейтинг
Фінальний загальний рейтинг, встановлений після завершення змагань, коригує проміжний загальний рейтинг, враховуючи результати плей-оф Ліги А та плей-оф підвищення/пониження. Команди, які підвищуються наприкінці сезону 2024–2025, розташовуються вище за команди, які вилетіли, а фінальний рейтинг відображає склад ліг для Ліги націй УЄФА 2026—2027.
| Rise | Підвищилися після сезону              |
| Fall | Вилетіли після сезону                 |
| *    | Участь в плей-оф підвищення/пониження |

| Рей | Команда                                    | П/П  |
| --- | ------------------------------------------ | ---- |
| 1   | Переможець фіналу Ліги націй УЄФА 2025     |      |
| 2   | Друге місце фіналу Ліги націй УЄФА 2025    |      |
| 3   | Третє місце фіналу Ліги націй УЄФА 2025    |      |
| 4   | Четверте місце фіналу Ліги націй УЄФА 2025 |      |
|     |                                            |      |
| 5   | Італія                                     |      |
| 6   | Нідерланди                                 |      |
| 7   | Данія                                      |      |
| 8   | Хорватія                                   |      |
|     |                                            |      |
| 9   | Сербія                                     | *    |
| 10  | Бельгія                                    | *    |
| 11  | Англія                                     | Rise |
| 12  | Норвегія                                   | Rise |
| 13  | Уельс                                      | Rise |
| 14  | Чехія                                      | Rise |
| 15  | Греція                                     | *    |
| 16  | Туреччина                                  | *    |

| Рей | Команда              | П/П  |
| --- | -------------------- | ---- |
| 17  | Шотландія            | *    |
| 18  | Угорщина             | *    |
| 19  | Польща               | Fall |
| 20  | Ізраїль              | Fall |
| 21  | Швейцарія            | Fall |
| 22  | Боснія і Герцеговина | Fall |
| 23  | Австрія              | *    |
| 24  | Україна              | *    |
|     |                      |      |
| 25  | Словенія             | *    |
| 26  | Грузія               | *    |
| 27  | Ірландія             | *    |
| 28  | Румунія              | Rise |
| 29  | Швеція               | Rise |
| 30  | Північна Македонія   | Rise |
| 31  | Північна Ірландія    | Rise |
| 32  | Косово               | *    |

| Рей   | Команда                                         | П/П  |
| ----- | ----------------------------------------------- | ---- |
| 33    | Ісландія                                        | *    |
| 34    | Албанія                                         | Fall |
| 35    | Чорногорія                                      | Fall |
| 36    | Казахстан                                       | Fall |
| 37    | Фінляндія                                       | Fall |
| 38    | Словаччина                                      | *    |
| 39    | Болгарія                                        | *    |
| 40    | Вірменія                                        | *    |
|       |                                                 |      |
| 41    | Білорусь                                        |      |
| 42    | Фарерські острови                               |      |
| 43    | Кіпр                                            |      |
| 44    | Естонія                                         |      |
|       |                                                 |      |
| 45–48 | Переможець плей-оф пониження/підвищення Ліг C/D | *    |
| 45–48 | Переможець плей-оф пониження/підвищення Ліг C/D | *    |
| 45–47 | Молдова                                         | Rise |
| 46–48 | Сан-Марино                                      | Rise |

| Рей   | Команда                                         | П/П  |
| ----- | ----------------------------------------------- | ---- |
| 49–51 | Азербайджан                                     | Fall |
| 50–52 | Литва                                           | Fall |
| 49–52 | Програвший плей-оф пониження/підвищення Ліг C/D | *    |
| 49–52 | Програвший плей-оф пониження/підвищення Ліг C/D | *    |
|       |                                                 |      |
| 53    | Ліхтенштейн                                     |      |
| 54    | Андорра                                         |      |